# Marco Antonio Peñín Toledano
Marco Antonio Peñín Toledano (Zamora, 1975) es un diplomático español. Es el Embajador de España en Haití (desde 2024).

## Carrera diplomática
Nacido en Zamora en 1975. Estudio en el colegio Corazón de María (Zamora). Tras licenciarse en Derecho y en Ciencias Políticas en la Universidad Complutense de Madrid, completó su formación académica con un Diploma Universitario en Prevención de Conflictos Internacionales. Finalizada su etapa como alférez de Infantería de Marina en la Armada, ingresó en la Escuela Diplomática (2008).
Ha estado destinado en Afganistán, República Dominicana, Guinea Ecuatorial, Cuba y Francia.
Habla francés, inglés y portugués.
Es el embajador de España en Haití (desde 2024).

## Condecoraciones
Cruz de la Orden de Isabel la Católica (2010)
Medalla al mérito Operación ISAF (OTAN, 2010)